# HCM-6A
HCM-6A és una galàxia que va ser descoberta en 2002 per l'equip dirigit per Esther Hu de la Universitat de Hawai, utilitzant el Telescopi Keck II en Hawaii. HCM-6A està localitzada darrere del cúmul de galàxies Abell 370, proper a M77, a la constel·lació de la Balena. La seva posició va permetre als astrònoms usar a Abell 370 com una lent gravitacional per obtenir una imatge més clara de l'objecte.
Al moment del seu descobriment, HCM-6A va ser l'objecte astronòmic més llunyà que es coneixia. Aquesta galàxia va superar a SSA22−HCM1 (z = 5,74) com la galàxia normal més distant coneguda, i al quàsar SDSSp J103027.10+052455.0 (z = 6,28) com l'objecte més distant conegut. En 2003 es va descobrir SDF J132418.3+271455 (z = 6,578), i va arrabassar a HCM-6Al el títol de l'objecte més remot, la galàxia més remota i la galàxia normal més remota.